# Бучин, Борис Владимирович
Борис Владимирович Бучин (28 марта 1923, с. Синьково, Раменский район, Московская область — 14 января 2016, Москва) — полковник Советской армии, участник Великой Отечественной войны, Герой Советского Союза (1945).

## Биография
Родился в селе Синьково (ныне — Раменский район Московской области) в рабочей семье. В 1938 году окончил неполную среднюю школу в городе Перово (ныне — в составе Москвы), после чего поступил в Московский строительный техникум, одновременно учился в аэроклубе, который окончил в 1940 году и был призван на службу в Рабоче-крестьянскую Красную армию. Окончил Ворошиловградскую школу военных лётчиков, которая после начала Великой Отечественной войны была эвакуирована в Уральск. С января 1943 года — на фронтах Великой Отечественной войны.
Участвовал в боях на Южном, 4-м Украинском, 3-м Белорусском фронтах. Принимал участие в авианалётах на немецкий флот в Азовском море, освобождении Донбасса, боях на реке Миус, битве за Днепр, освобождении Мелитополя и Крыма, боях в Белорусской и Литовской ССР, освобождении Витебска, Орши, Борисова, Минска, Гродно, Каунаса, боях в Восточной Пруссии. К апрелю 1945 года гвардии старший лейтенант Борис Бучин командовал звеном 136-го гвардейского штурмового авиационного полка 1-й гвардейской штурмовой авиационной дивизии 1-й воздушной армии 3-го Белорусского фронта. За время войны он совершил 170 боевых вылетов на штурмовике «Ил-2», 5 раз был сбит, 3 раза — ранен.
Указом Президиума Верховного Совета СССР от 19 апреля 1945 года за «образцовое выполнение боевых заданий командования на фронте борьбы с немецкими захватчиками и проявленные при этом отвагу и геройство» гвардии старший лейтенант Борис Бучин был удостоен высокого звания Героя Советского Союза с вручением ордена Ленина и медали «Золотая Звезда» за номером 6212.
После окончания войны продолжил службу в Советской армии. В 1960 году в звании полковника он был уволен в запас. Жил в Москве, до 1992 года работал на одном из московских предприятий военпредом.
Также награждён тремя орденами Красного Знамени, орденом Александра Невского, двумя орденами Отечественной войны 1-й степени и одним — 2-й степени, двумя орденами Красной Звезды, а также рядом медалей.
Похоронен на Троекуровском кладбище.